# Pane e rose (Casa del vento)
Pane e rose è un album del 2002 del gruppo musicale Casa del vento.

## Tracce
1. Genova chiama – 4:00
2. Alla corte del re – 2:23
3. Pane e rose – 4:23
4. Figli della montagna – 4:36
5. La canzone di Carlo – 4:11
6. Hermanos, hermanos! – 4:08
7. Indios del mondo – 3:16
8. Treno per Galway – 3:47
9. Terra nella terra – 3:36
10. Zapata non è morto – 2:28
11. Il vento dell'odio – 4:42
12. Zigani Orkestar – 3:25
13. Anarchy in the U.K. – 2:27